# Moulins (Ille-et-Vilaine)
Moulins é uma comuna francesa na região administrativa da Bretanha, no departamento de Ille-et-Vilaine. Estende-se por uma área de 15,21 km². Em 2010 a comuna tinha 739 habitantes (densidade: 48,6 hab./km²).